# José Antonio García Reto
José Antonio García Reto,(San Miguel de Tucumán, 4 de enero de 1858-Tafí del Valle, 3 de febrero de 1904) fue un político y abogado argentino.

## Biografía
Nació en San Miguel de Tucumán, el 4 de enero de 1858. Era hijo de José Antonio García Figueroa y de Manuela Reto, ambos de tradicionales familias de la ciudad.
Graduado de abogado, se inició muy joven en la política. Fue Intendente General de Policía, durante el gobierno del Dr. Próspero García; luego, diputado nacional de 1892 a 1896, y posteriormente, juez, camarista y presidente del Superior Tribunal de Justicia de Tucumán.
En 1887, integró la Comisión Municipal nombrada por el interventor Salustiano J. Zavalía.
Falleció a los 46 años, en Tafí del Valle, el 3 de febrero de 1904.
Actualmente el pasaje José Antonio García, en San Miguel de Tucumán, recuerda su personalidad. El mismo nace en Barrio Norte, entre la calle Juan Ramón Balcarce y las avenidas Avellaneda y Sarmiento, y se extiende por Villa 9 de Julio, hasta la calle Paraguay.

## Familia
Se casó con Tomasa Zavaleta, quien fuera nieta por lado materno del gobernador Agustín Justo de la Vega. Fueron padres de Sarah Olimpia, José Antonio Buenaventura Conrado, y de Inés Dorotea García Zavaleta. 

### Libros
- Páez de la Torre, Carlos (h); Murga, Ventura (1981). "San Miguel de Tucumán: las calles y sus nombres".

- Datos: Q48646889